# Satellite Award per la migliore fotografia
Il Satellite Award per la migliore fotografia è un riconoscimento annuale dei Satellite Awards, consegnato dall'International Press Academy.

## Vincitori e candidati
I vincitori sono indicati in grassetto.

### Anni 1990
1997
- Il paziente inglese (The English Patient) - John Seale
- Le onde del destino (Breaking the Waves)
- Evita
- Hamlet
- Romeo + Giulietta di William Shakespeare (Romeo + Juliet)

1998
- Amistad - Janusz Kaminski
- Contact
- La baia di Eva (Eve's Bayou)
- L.A. Confidential
- Titanic

1999
- La sottile linea rossa (The Thin Red Line) - John Toll
- Beloved
- Pleasantville
- Salvate il soldato Ryan (Saving Private Ryan)
- Shakespeare in Love

### Anni 2000
2000
- Il mistero di Sleepy Hollow (Sleepy Hollow) - Emmanuel Lubezki
- American Beauty
- Anna and the King
- Eyes Wide Shut
- La neve cade sui cedri (Snow Falling on Cedars)
- Il talento di Mr. Ripley (The Talented Mr. Ripley)

2001
- Il gladiatore (Gladiator) - John Mathieson
- La tigre e il dragone (Wo hu cang long)
- La leggenda di Bagger Vance (The Legend of Bagger Vance)
- Mission: Impossible 2
- Traffic

2002
- L'uomo che non c'era (The Man Who Wasn't There) - Roger Deakins
- Cuori in Atlantide (Hearts in Atlantis)
- Il Signore degli Anelli - La Compagnia dell'Anello (The Lord of the Rings: The Fellowship of the Ring)
- Moulin Rouge!
- Pearl Harbor

2003
- Era mio padre (Road to Perdition) - Conrad L. Hall
- Lontano dal paradiso (Far from Heaven)
- Gangs of New York
- Il Signore degli Anelli - Le due torri (The Lord of the Rings: The Two Towers)
- Minority Report

2004
- L'ultimo samurai (The Last Samurai) - John Toll
- La ragazza con l'orecchino di perla (Girl with a Pearl Earring)
- Il Signore degli Anelli - Il ritorno del re (The Lord of the Rings: The Return of the King)
- Master and Commander - Sfida ai confini del mare (Master and Commander: The Far Side of the World)
- Mystic River
- Seabiscuit - Un mito senza tempo (Seabiscuit)

2005 (gennaio)
- La foresta dei pugnali volanti (Shi mian mai fu)
- Una lunga domenica di passioni (Un long dimanche de fiançailles)
- The Aviator
- Lemony Snicket - Una serie di sfortunati eventi (Lemony Snicket's A Series of Unfortunate Events)
- Il fantasma dell'Opera (The Phantom of the Opera)
- Spider-Man 2

2005 (dicembre)
- The Constant Gardener - La cospirazione (The Constant Gardener) - César Charlone
- 2046
- La fabbrica di cioccolato (Charlie and the Chocolate Factory)
- Kung Fusion (Kung fu)
- Memorie di una geisha (Memoirs of a Geisha)
- Sin City

2006
- Flags of Our Fathers - Tom Stern
- Black Dahlia (The Black Dahlia)
- La città proibita (Man cheng jin dai huang jin jia)
- Casa de Areia
- The Fountain - L'albero della vita (The Fountain)
- Un'ottima annata (A Good Year)
- X-Men - Conflitto finale (X-Men: The Last Stand)

2007
- Lo scafandro e la farfalla (Le scaphandre et le papillon) – Janusz Kaminski
- Across the Universe
- L'assassinio di Jesse James per mano del codardo Robert Ford (The Assassination of Jesse James by the Coward Robert Ford)
- La bussola d'oro (The Golden Compass)
- Il petroliere (There Will Be Blood)
- Zodiac

2008
- Australia – Mandy Walker
- Ritorno a Brideshead (Brideshead Revisited)
- Changeling
- Il curioso caso di Benjamin Button (The Curious Case of Benjamin Button)
- La duchessa (The Duchess)
- Snow Angels

2009
- Nine - Dion Beebe
- A Serious Man
- Bastardi senza gloria (Inglourious Basterds)
- It Might Get Loud
- La battaglia dei tre regni (Chi bi)
- Nemico pubblico - Public Enemies (Public Enemies)

### Anni 2010
2010
- Inception - Wally Pfister
- 127 ore (127 Hours)
- Harry Potter e i Doni della Morte - Parte 1 (Harry Potter and the Deathly Hallows: Part I)
- Io sono l'amore
- Salt
- Un anno da ricordare (Secretariat)
- Shutter Island
- Unstoppable - Fuori controllo (Unstoppable)

2011
- Janusz Kaminski - War Horse
- Bruno Delbonnel - Faust
- Emmanuel Lubezki - The Tree of Life
- Newton Thomas Sigel - Drive
- Guillaume Schiffman - The Artist
- Robert Richardson - Hugo Cabret (Hugo)

2012
- Claudio Miranda - Vita di Pi (Life of Pi)
- Ben Richardson - Re della terra selvaggia (Beasts of the Southern Wild)
- Mihai Malaimare Jr. - The Master
- Janusz Kaminski - Lincoln
- Roger Deakins - Skyfall
- Seamus McGarvey - Anna Karenina

2014
- Bruno Delbonnel - A proposito di Davis (Inside Llewyn Davis)
- Roger Deakins - Prisoners
- Emmanuel Lubezki - Gravity
- Sean Bobbitt - 12 anni schiavo (12 Years a Slave)
- Stuart Dryburgh - I sogni segreti di Walter Mitty (The Secret Life of Walter Mitty)
- Anthony Dod Mantle - Rush

2015
- Dick Pope - Turner (Mr. Turner)
- Hoyte van Hoytema - Interstellar
- Emmanuel Lubezki - Birdman
- Robert Elswit - Vizio di forma (Inherent Vice)
- Benoît Delhomme - La teoria del tutto (The Theory of Everything)
- Jeff Cronenweth - L'amore bugiardo - Gone Girl (Gone Girl)

2016
- John Seale - Mad Max: Fury Road
- Janusz Kaminski - Il ponte delle spie (Bridge of Spies)
- Dariusz Wolski - Sopravvissuto - The Martian (The Martian)
- Emmanuel Lubezki - Revenant - Redivivo (The Revenant)
- Roger Deakins - Sicario
- Hoyte van Hoytema - Spectre

2017
- Bill Pope – Il libro della giungla (The Jungle Book)
- John Toll – Billy Lynn - Un giorno da eroe (Billy Lynn’s Long Halftime Walk)
- Linus Sandgren – La La Land
- James Laxton – Moonlight
- Simon Duggan – La battaglia di Hacksaw Ridge (Hacksaw Ridge)
- Jani-Petteri Passi – La vera storia di Olli Mäki (Hymyilevä mies)

2018
- Roger Deakins - Blade Runner 2049
- Bruno Delbonnel - L'ora più buia (Darkest Hour)
- Hoyte van Hoytema - Dunkirk
- Sam Levy - Lady Bird
- Dan Laustsen - La forma dell'acqua - The Shape of Water (The Shape of Water)
- Ben Davis - Tre manifesti a Ebbing, Missouri (Three Billboards Outside Ebbing, Missouri)

2019
- Matthew Libatique – A Star Is Born
- Alfonso Cuarón – Roma
- James Laxton – Se la strada potesse parlare (If Beale Street Could Talk)
- Robbie Ryan – La favorita (The Favourite)
- Rachel Morrison – Black Panther
- Łukasz Żal – Cold War (Zimna wojna)

### Anni 2020
2020
- Roger Deakins – 1917
- Phedon Papamichael – Le Mans '66 - La grande sfida (Ford v Ferrari)
- Dick Pope – Motherless Brooklyn - I segreti di una città (Motherless Brooklyn)
- Rodrigo Prieto – The Irishman
- George Richmond – Rocketman
- Lawrence Sher – Joker

2021
- Erik Messerschmidt - Mank
- Joshua James Richards - Nomadland
- Tami Reiker - Quella notte a Miami... (One Night in Miami...)
- Martin Ruhe - The Midnight Sky
- Hoyte van Hoytema - Tenet
- Dariusz Wolski - Notizie dal mondo (News of the World)